# 朝堂

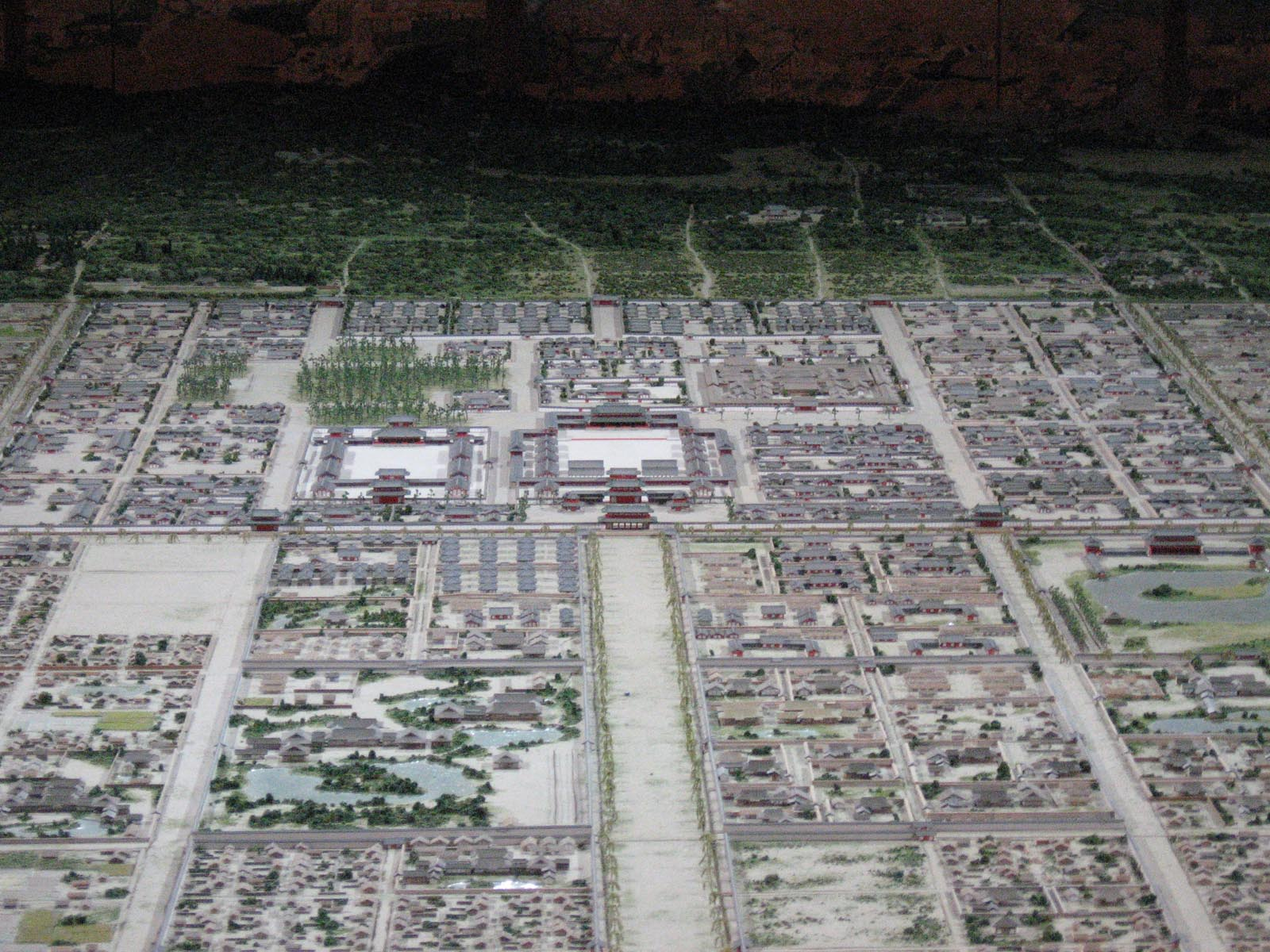
平安宮（大内裏）模型
中央朱雀門の北が朝堂のある朝堂院、それに西接して豊楽院がある

朝堂（ちょうどう）とは、大極殿、朝集殿とともに朝堂院を構成する殿舎、または殿舎の建ち並ぶ一郭のこと。
朝堂は、天子（天皇）が早朝に政務をみる朝政をはじめとする庶政や、朝拝や饗宴などの国儀大礼を執りおこなう重要な庁舎であった。この庁舎は、天子の政府としての「朝廷」を象徴し、また、朝廷の官僚機構そのものを指し示すこともあった。
朝堂は、一般に複数の建物より構成された。また、朝堂により囲まれた中庭（大極殿からみて前庭）を「朝庭」と呼んだ。

## 概要

### 基本的な設計思想
「天子南面す」の思想は、朝堂院の建設に際しても貫かれた。朝堂院の正殿にあたる、天子（大王・天皇）が出御する大極殿は最も北に建てられた。また、冠位を有する官人の集う控えの場である朝集殿は朝堂の立ち並ぶ一画のさらに南に造営され、官人たちはそこで身づくろいなどをおこなった。朝堂院は、原則として、朱雀門（南門）に面する宮城の中央部に位置した。
朝堂は、大極殿と朝集殿の中間に位置し、臣下の着座する本来の政庁としての性格をもつ堂であり、朝堂院外に設けられた政庁である曹司とあい対立するものであった。当初は、政務はもっぱら朝堂でおこなわれたが、律令制が整うにつれ行政機構が拡充され、官人も増加し、政務の複雑化もあって付属施設として設けられたのが曹司であった。

### 構造および堂数
朝堂には、官司ごとに「朝座」と呼ばれる席があり、着座の堂が決まっていた。弘仁9年（818年）の堂名の改称以前は、式部省の官人が着座する式部殿、大蔵省の場合は大蔵殿のように、着座の官司名で呼称された。
堂の数は後期難波宮と長岡宮が8堂、他は概ね12堂であったが、大化の改新のときの難波長柄豊碕宮（前期難波宮）では、発掘調査の結果、少なくとも14堂の堂が並んでいたことが判明した。
朝堂院全体の配置では、藤原宮、難波宮、長岡宮、平安宮はいずれも北より大極殿、朝堂、朝集殿の順に並ぶ、ほぼ同一の形態であったが、平城宮のみは異なっていた（詳細は「#平城宮（前半）の朝堂」の節を参照のこと）。

### 朝座
朝堂には親王、太政官・八省およびその管下の官司・弾正台などの長官以下史生以上の官人が着座する朝座と呼称される席をもっていた。しかし、すべての官司の官人が朝座をもっていたわけではなく、皇太子の家政をつかさどる春宮坊およびその管下の官司は朝座をもたないことが当然視されていた。
神祇官管下の官司や、八省被管の官司にも朝座をもたない官司が多く、とくに五衛府などの武官はいずれも朝座をもたなかった。神祇官や武官が朝座をもたないことは、日本における朝堂院の成立過程の成立過程と、古代日本の祭政の分離のあり方ないし武官のあり方と深いかかわりがあると推測されるが、詳しい経過は史料が不足しており、まだよくわかっていない。
朝座は、個人に与えられ、共有はなかった。また、腰掛けとその上に敷く茵から成っており、そこに着座する官人の官位によって支給される腰掛け・蔀の種類やつくり、色彩や材料などが細かく規定されていた。

### 朝政と朝儀
朝堂は、朝政などの政務と朝儀とよばれる儀式の場であった。
早朝、文武百官が朝堂に参列したうえで天皇が政務をみることを朝政（あさまつりごと）という。転じて、朝廷の政務一般を指す場合もあるが、その場合は「ちょうせい」と音読するのが一般的である。朝政については、『日本書紀』に、大化3年（647年）、孝徳天皇が難波の小郡宮で「礼法」を定めたということが記されており、有位の官人は、毎朝午前4時ころまでに朝庭南門の外にならび、日の出とともに庭にはいって天皇に再拝し、そのあと正午まで朝堂で政務を執ることとされた。同時に中国式の立礼が採用され、これは後世、「難波朝庭の立礼（なにわのみかど の たついや）」と称された。
朝儀とは、同じく朝堂において行われる、さまざまな公の儀式の総称であり、天皇即位儀、元日朝賀、任官、叙位、改元の宣詔、告朔などの朝拝を中心とする儀式と、節会や外国使への賜饗など饗宴を中心とする儀式とがあった。

### 朝堂の起源
朝堂は、大極殿とともに中国の都城のなかで中心的な役割をもった殿舎であった。中国では漢代より朝堂があり、皇帝の居所である宮の南にあって、政治の中枢機能をになっていたが、中国のそれが東西2堂だけであるのに対し、日本では12堂もあるものがむしろ標準であった。これは、後述する小墾田宮にあった「朝庭」の機能を継承したためと考えられる。

## 変遷

### 小墾田宮の「庁」

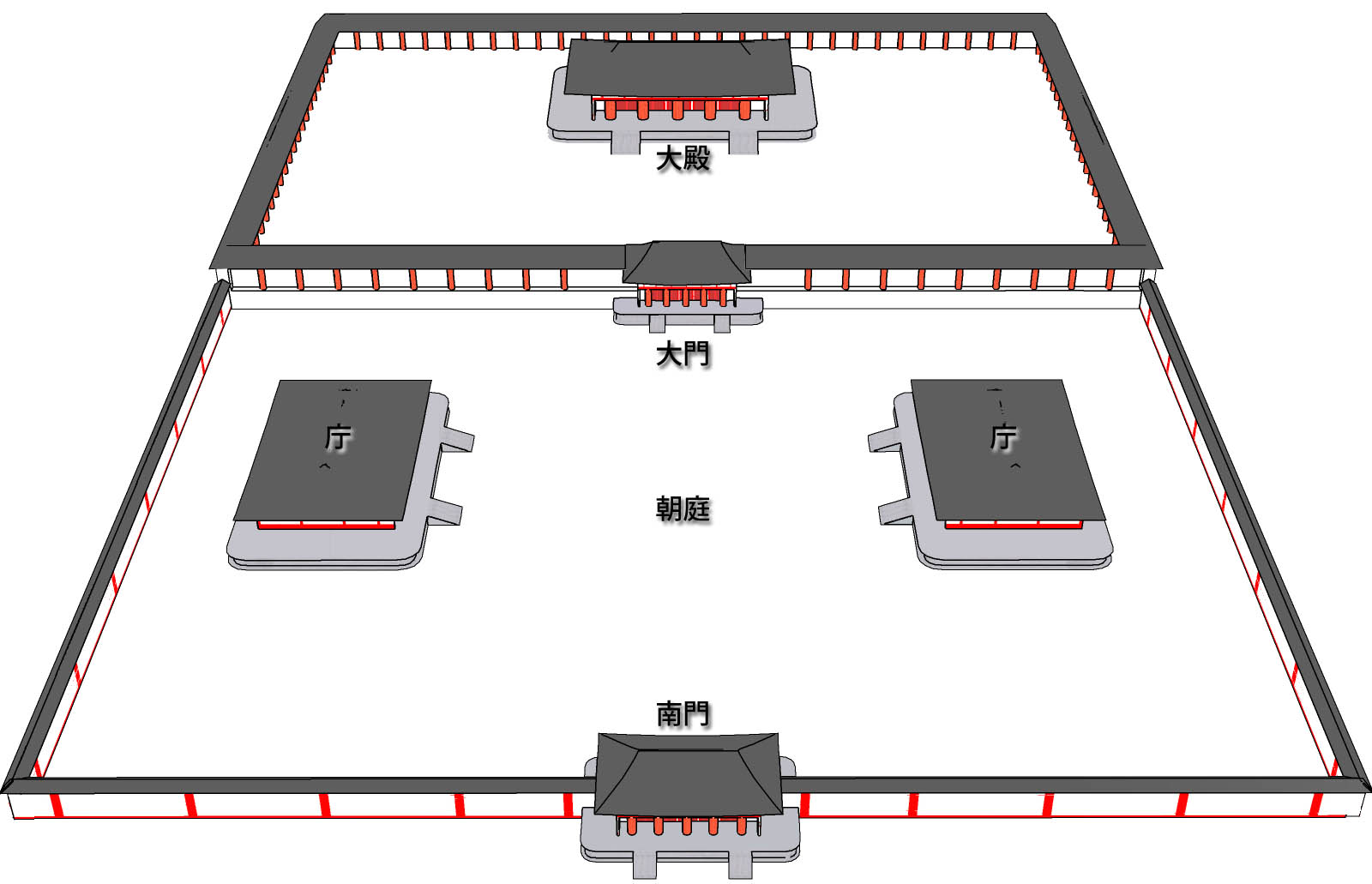
小墾田宮見取図

小墾田宮は、推古天皇の時代、それまでの豊浦宮にかわって603年（推古11年）に造営された宮である。『日本書紀』の記述によれば、この宮は、南に宮の正門である「南門」（宮門）を構え、その北に諸大夫の勤める「庁（まつりごとどの）」が左右に並び、その間の中央広場としてオープン・スペースの「朝庭」があり、さらにその北中央に「大門」（閤門）、その奥に推古女帝の出御する「大殿」がひかえるという構造であったことが示されている。
以上述べたうちの「庁」こそ、のちの朝堂の起源と考えられる施設である。なお、「朝庭」について吉村武彦は、「朝庭は、普通は『朝廷』の字を使うが、ここはのちの朝堂院にあたるスペースの中央広場であるから、『朝庭』の方が的確である」と述べている。
このような宮の構造は、608年（推古16年）に隋の使節裴世清や611年（推古19年）の新羅使、任那使の来朝に関する『日本書紀』の記載からうかがわれるものである。
南門の外側に、のちの朝集殿にあたる建物があったかどうかは不明であるが、『日本書紀』推古16年条によれば、門外で待機していた裴世清が阿倍臣鳥（あへのおみ とり）と物部頼網連抱（もののべのよさみのむらじ いだき）に導かれて南門より「朝庭」に入り、隋からの贈答品（特産物）をそこに置いて、国書を手に二度、二拝した。裴世清が使節の趣旨を言上して立ち上がると、阿倍臣鳥が進み出て国書を受け取った。阿倍臣鳥がさらに北に進んで「庁」にいる大夫の大伴連昨（おおとものむらじ くい）のいるあたりまで来ると、大伴連昨は座を立って阿倍臣鳥を迎え、国書を受けとって、大門の前に設置した机の上に国書を置き、「大殿」にいる女帝に向かって奏上した。以上が小墾田宮における隋使の儀礼であった。ここでは、外国使と天皇のあいだに、導者と大夫が介在していることがわかる。
吉村によれば、小墾田宮は「単純な構造ながら、のちの藤原宮や平城宮にみられるような、都宮の基本構造の原型として考え」られ、熊谷公男も、この宮について、「左右対称の整然とした配置をとった『朝庭』を付設した宮は、小墾田宮がはじめてであった可能性が高い」と述べている。ただし、「庁」や「朝庭」の遺構は検出されていないので、その規模等については不明である。

### 難波長柄豊碕宮の朝堂
およその規模のわかるもので最古の朝堂院は、難波宮跡のうちの前期難波宮跡（大阪市中央区）である。難波宮跡は、南から北方にむけて半島状に突出した上町台地の北端付近、現大阪城のすぐ南に位置しており、1953年に発見され、1954年より2009年現在まで継続して発掘調査がおこなわれている。調査の結果、前期難波宮跡は難波長柄豊碕宮の遺跡であることが確実となった。

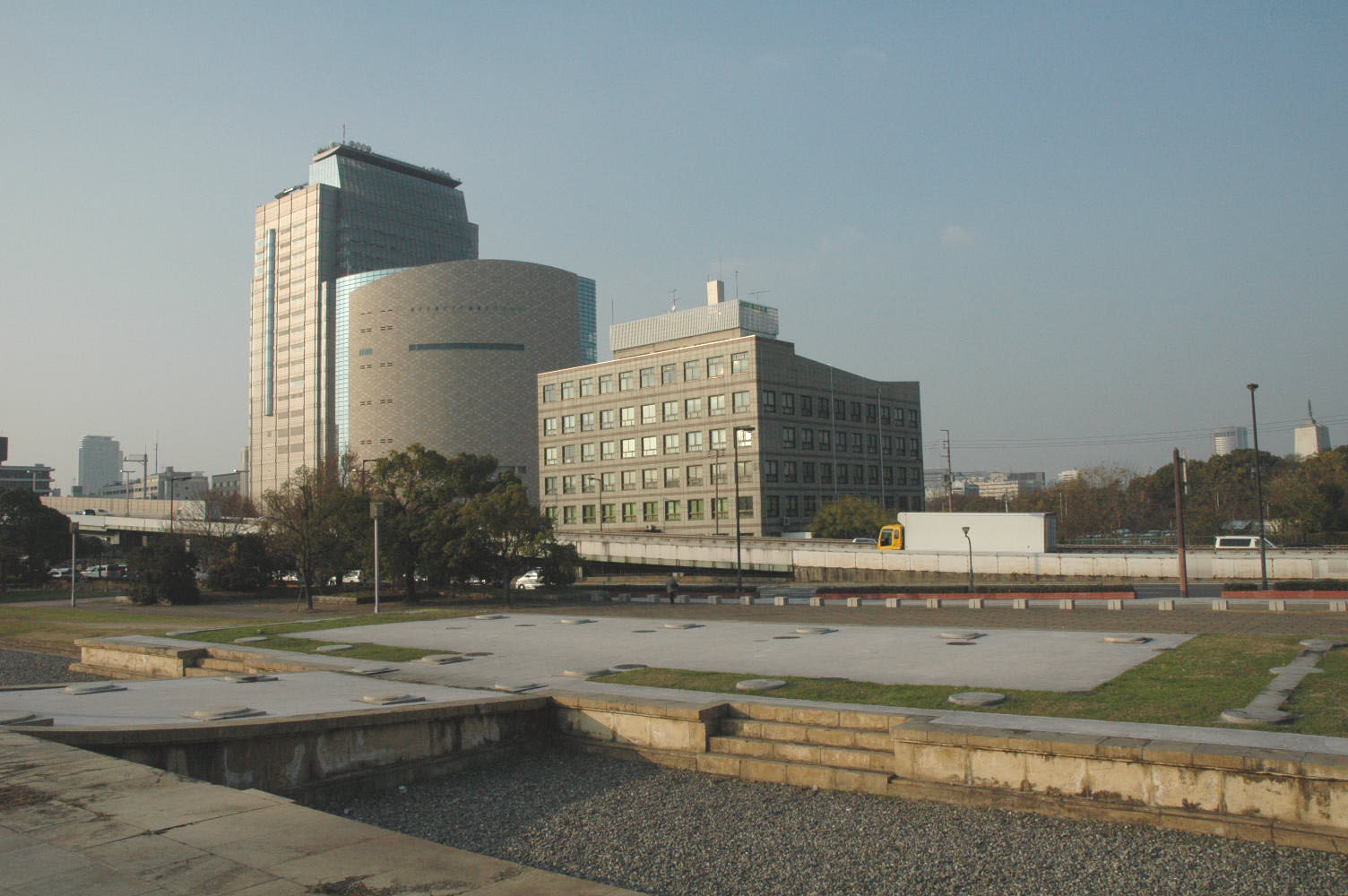
難波宮跡公園より北西方面を望む

切妻

645年の乙巳の変後、孝徳天皇や中大兄皇子らは飛鳥など大和各地の外港にあたる難波に遷都し、小郡宮や大郡宮などを転々としながら「大化の改新」とよばれる改革政治をおこなった。小郡宮・大郡宮は、ともにそれまで朝鮮半島諸国や中国の使節を接待した外交施設であったが、その館舎を改造して行宮としたものであった。なお、吉村武彦は、小郡宮・大郡宮いずれも上町台地に立地していたものであろうと推定している。
『日本書紀』によれば、新都（難波長柄豊碕宮）の造営は中大兄皇子らによって650年（白雉元年）にはじめられた。翌年遷宮をおこない、652年（白雉3年）にはすべて落成した。王宮全体の規模は不明であるが、東西233.4メートル、南北263.2メートルの空間に、少なくとも東西7堂ずつで計14堂の朝堂（庁）があったことを確認した。藤原宮・平城宮でさえ12堂であることを考えると、それをうわまわる建物数であった。発見当時（1989年）、このことは「予想もしなかった新事実」とよばれ、また、内裏南門は7×2間（32.7×12.3メートル）で平城宮の朱雀門をしのぎ、内裏南門の東西入口にある八角殿院は他に例をみない遺構である。ただし、朝堂はその数の多さに比較して、各殿舎は、
- 西一堂 … 桁行6間（約18メートル）、梁行3間（約7メートル）、庇なし、切妻造
- 西二堂～西四堂 … 桁行12間（約35メートル）、梁行2間（約6メートル）、庇なし、切妻造

と小規模であり、中央の「朝庭」の広大さがむしろ際だっていた。また、朝堂をふくむすべての建物が掘立柱建物で、瓦は用いられていない。
この「朝庭」の広さについて、吉田孝は文書による行政システムの整備された8世紀段階でも重要な儀式や政務は、大極殿とその前庭にあたる「朝庭」でおこなわれており、そこにおける天皇の声による口頭伝達が重要であったことを指摘したうえで、文書行政システムの行われない大化・白雉にあっては、なおさら「朝庭」の広さこそが重要であったと論じ、加えてこの時期、評造の任命が全国的におこなわれ、地方豪族が「朝庭」に頻繁に参集したためと説明している。また、乙巳の変後の改新政府が、「朝庭」の場を、「天つ神」の世界に通じる神聖で厳粛な場とみなし、「一君万民の思想」を鼓吹して浸透させていく空間とみなしていたとする見解が少なくない。
なお、前期難波宮跡には、火事による被災の痕跡があり、これは『日本書紀』686年（朱鳥元年）正月条の難波宮が全焼したという記事に、年代的に一致する。

### 飛鳥京跡上層遺構の朝堂
難波長柄豊碕宮のあと、重祚した斉明天皇は飛鳥板葺宮、川原宮を経て後飛鳥岡本宮と宮を転々とし、天智天皇・弘文天皇の近江大津宮、天武天皇の飛鳥浄御原宮、そして持統天皇の代には藤原宮とつづく。『日本書紀』には、飛鳥浄御原宮に朝庭や朝堂、大極殿などの施設があったと記しているが、吉田孝は、岡本宮、近江大津宮、飛鳥浄御原宮については「地形的にみて前期難波宮と同規模の朝堂院をつくることは困難であった」としている。ただし、飛鳥京跡の上層遺構からは朝堂の可能性のある建物跡を検出している。
飛鳥京跡とは、飛鳥地方に営まれた宮跡の総称であり、数十年にわたる遺跡発掘調査とそれにともなう層位学的研究の結果、同一地域に幾層も重なって宮が営まれたことが判明した。すなわち、最上層が飛鳥浄御原宮と後飛鳥岡本宮、その下層が中大兄皇子と中臣鎌足が蘇我入鹿を暗殺した舞台となった飛鳥板蓋宮、最下層が舒明天皇の前飛鳥岡本宮であったとみられる。これまでの調査で、構造が比較的分かっているのは飛鳥浄御原宮である。この宮は、後飛鳥岡本宮の内郭に「エビノコ郭」と称される宮殿を加えて完成したとされる。後飛鳥岡本宮は、その周囲を掘立柱の塀によって区画し、南北約197メートル、東西約155メートルの規模を有し、1979年および1980年の調査で、「前殿」とされる東西建物跡と南門の跡が見つかっている。この前殿こそ、朝堂に相当する建物である。検出されたのは東西1堂ずつの2堂のみであった。飛鳥浄御原宮が手狭であったことは確かであるが、空間構成の理念としては、前代および後代の宮との類似性が指摘できる。

### 藤原宮の朝堂

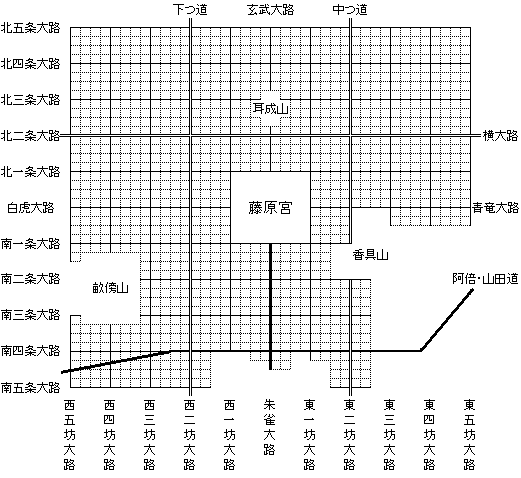
藤原京条坊

寄棟

入母屋

規模や内部の殿堂配置の明確な宮城としては、条坊制の採られた初の本格的都城として建設された新益京（藤原京）の藤原宮が最古である。藤原宮は、周辺京域の建設が進められたあと、北の耳成山、西の畝傍山、東の天香具山のいわゆる「大和三山」のなかに造営され、694年（持統8年）に正式に遷された宮である。
なお、「藤原京」は学術用語であり、『日本書紀』では「新益京」と記されている。『日本書紀』には新益京に先だって「倭京」の名があることから、岸俊男は藤原京に先だった条坊制都城としての「倭京」があった可能性を指摘しているが、仁藤敦史は「倭京」を条坊制都城とは原理的に異なるものとして位置づけ、「天武朝以前において、地域に散在する継続的な支配拠点（宮・宅・寺・市・広場など）の総体を示す用語」であると論じている。
藤原宮の朝堂院遺構は、南北およそ600メートル、東西およそ240メートルにおよぶ最大規模のものであり、朱雀門から北に朝堂・大極殿・内裏と一直線に並ぶ「日本的形態」となっている。
宮の内部は、朝堂院中域に朝堂が12堂あり、東と西のそれぞれ6堂ずつ対称的に配置されていた。難波長柄豊碕宮朝堂の14堂以上にくらべると殿舎の数は少ないが、それぞれの規模は、
- 一堂 … 桁行9間（約36メートル）、梁行4間（約14メートル）、四面庇、入母屋または寄棟
- 二堂～四堂 … 桁行15間（約62メートル）、梁行4間（約12メートル）、二面庇、切妻造
- 五堂・六堂 … 桁行12間（約50メートル）、梁行4間（約12メートル）、二面庇、切妻造

であり、難波よりはるかに大きい。
また、難波長柄豊碕宮と藤原宮では、第一堂の規模・構造が他と異なり、桁行は最短でありながらも梁行は最も広くとられ、四面庇で、屋根構造でもひとつ格上の入母屋もしくは寄棟が採用されていることから、朝堂の殿舎のなかでは特別に扱われていたことがわかる。この傾向は平城宮の前半までつづいている。
いずれも基壇をもつ礎石建物であり、また、宮としては日本で初めての瓦葺の殿舎であった。

### 奈良時代の諸宮の朝堂
平城宮は、明治時代、建築史家関野貞による現地踏査がなされ、大極殿跡と推定される土壇や水田跡中に朝堂12殿舎にあたる土壇を発見したことから実態の復元が始まった。1959年からは奈良国立文化財研究所による継続的な発掘調査がおこなわれている。こんにちでは2時期にわたって営まれていたことが判明しており、以下、聖武天皇が740年（天平12年）に恭仁京へ行幸するまでを平城宮（前半）、745年（天平17年）行幸先の紫香楽宮より平城京に戻ってきてからを平城宮（後半）として説明する。

#### 平城宮（前半）の朝堂

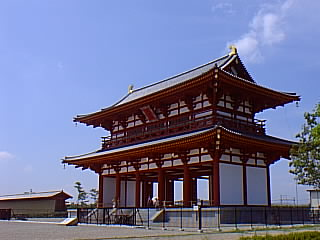
朱雀門（復元）

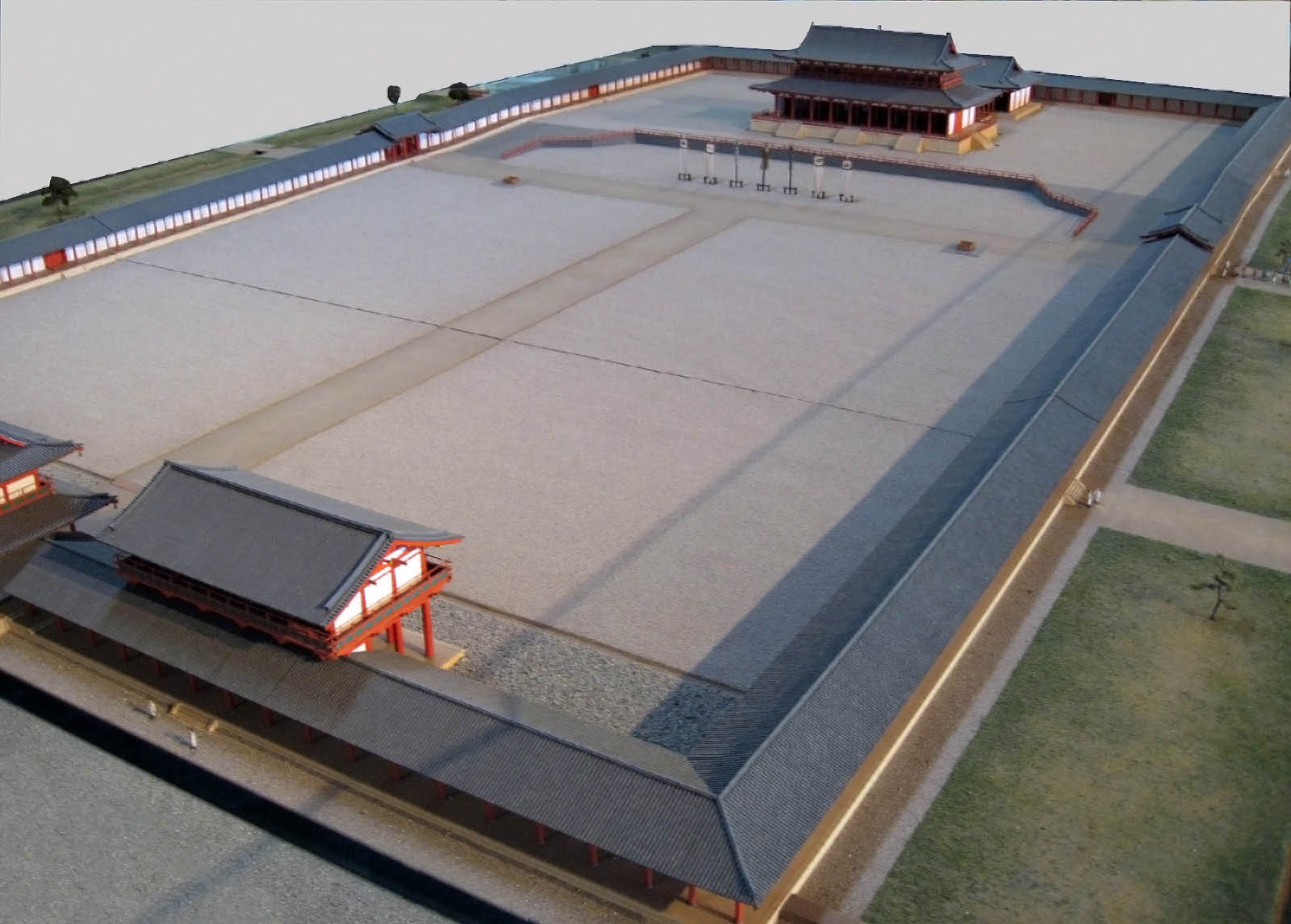
平城宮大極殿院復元模型（平城宮跡資料館）
他の宮には見られない広大な前庭をもつ。この南に朝堂4堂の並ぶ一郭がある

平城宮は、広さおよそ125ヘクタールの広大な面積をもち、大きく分けて、朝堂院・内裏を核とする中枢部分と周辺官庁群の区域に分かれていた。その位置と範囲は、前半・後半を通じて変わらない。
1960年代の調査では、朝堂院が東西に2つ並んで確認されたことから、それを時期差として解釈する「第一次朝堂院」「第二次朝堂院」説が提起され、また、木簡や史書にみえる「中宮」「東宮」「西宮」が「内裏」とどう関わり、また、それぞれを実際の遺構にどう比定するかなどについて、活発な議論がかわされた。
調査が進むにつれて、710年（和銅3年）の平城京遷都当初から構造と機能の異なる2つの朝堂が奈良時代を通じて並存し、しかも、745年の還都に際し、前半とほぼ同じ場所に建物が再建されたことが判明した。こんにちでも「第一次朝堂院」「第一次大極院」等の名称がしばしば用いられるが、それは報告書等における名称の慣用的な使用であり、意味としては正しくないことがある。また、文献上の「中宮」「東宮」「西宮」をどのように現実の遺構変遷と整合させるかについては、依然、複数の学説が大きく対立している。
奈良時代前半（710年-740年）では、朱雀門から宮城に入って北へ約220メートルいくと、さらに門があり、その北に桁の長い東西2堂計4堂の朝堂のある一郭があり、さらにその北には朝堂区域とほぼ同面積におよぶ広大な大極殿の一郭（しばしば「大極殿院」と称される）が控える。この〈朱雀門-朝堂（4堂）-大極殿院〉の細長いエリアの東西両側には、これに沿って南北方向に直線状の水路が走っている。
また、朱雀門の東壬生門から宮城に入って北へ約220メートルいくと、同様に門があり、その北に従来型の朝堂区域すなわち東西各6堂で計12堂よりなる朝堂院の一郭があり、その北に広大な内裏の一郭がある。この〈壬生門-朝堂（12堂）-内裏〉の細長いエリア（東側エリア）の西側は先に述べた水路によって、さきほどの〈朱雀門-朝堂（4堂）-大極殿院〉のエリア（西側エリア）と区切られる。
つまり、朝堂のある区域は水路をはさんだかたちで東西に並び、西側が従来にない特異な型式、東側が従来型式の朝堂区域となっている。規模は、両区域とも南北方向は同じ長さであるが東西方向は西側エリアの朝堂区域がやや長く、東側は西側にくらべ細長い形状の長方形となる。
西側エリアの朝堂区域については、平安宮における豊楽院の先駆的な形態ととらえる見解が、かつても今も多い。詳細は不明であるが、広大な大極殿院の前面にあって、かつ、長岡宮以後は引き継がれなかったことから、饗宴や儀式等の場所またはその控えとして利用された可能性は充分に考えられる。
なお、東側エリアの12堂よりなる朝堂院において、発掘調査により判明した東一堂と東二堂の朝堂殿舎の規模は、
- 東一堂 … 桁行9間（約36メートル）、梁行5間（約14メートル）、四面庇、入母屋または寄棟
- 東二堂 … 桁行12間（約36メートル）、梁行3間（約9メートル）、四片庇、切妻

であり、第一堂が二堂に対し格上の殿舎とされていることは従来と変わらなかった。また、いずれも礎石建物で屋根は瓦葺だったことが判明している。
遺物出土状況および遺構検出状況より、柱は朱色で、壁は白い漆喰で仕上げられ、連子窓をともなう場合は緑など、色彩豊かな空間であったろうと推測されている。

#### 恭仁宮の朝堂
恭仁宮については、大極殿についての記録はあったものの、朝堂および朝堂院については史料上にみえなかったが、2008年度の調査ではじめて朝堂が確認された。詳細は京都府教育委員会文化財保護課「平成20年度現地説明会の資料」を参照のこと。それによれば、12堂の朝堂の殿舎があったことが確認されている。

#### 後期難波宮の朝堂
聖武天皇は、744年（天平16年）、726年（神亀3年）以来副都の地位にあった難波京への遷都を実施した。難波宮についても恭仁宮同様、朝堂および朝堂院については史料上みえなかったが、発掘調査により、前期難波宮跡（難波長柄豊碕宮跡）の上層で確認した。調査の結果、後期難波宮の規模は前期難波宮の規模よりはるかに小さかったが、瓦が使用され、また、朝堂は東西4堂の計8堂であったことがわかった。

#### 紫香楽宮の朝堂
平城京にもどる直前の聖武天皇は紫香楽宮行幸中であった。紫香楽宮跡についても、発掘調査はおこなわれているが、その全貌は充分にわかっていない。ただし、少なくとも朝堂院にあたる一郭の中軸線、および朝堂建物にかかわる遺構・遺物を何点か確認している。詳細は、甲賀市教育委員会の「過去の現地説明会内容」を参照されたい。

#### 平城宮（後半）の朝堂
奈良時代後半（745年-784年）でも、朝堂の立ち並ぶ2つの区域に限っていうと、前半とそれほど大きくは変わらない。
西側エリア〈朱雀門-朝堂（4堂）-大極殿院〉では、大極殿院前の回廊が取り払われて朝堂区域の敷地面積が拡大するが殿舎の数は4堂で変わらず、位置も不変である。しかし、大極殿は東側エリアに移って大極殿院は「西宮」というかたちで残った可能性が高い。つまり、ここでは〈朱雀門-朝堂（4堂）-西宮〉が一直線に並ぶかたちとなった。
東側エリア〈壬生門-朝堂（12堂）-内裏〉では、大極殿が西側エリアより移り、また、朝堂の南に朝集殿が東西各1堂で計2堂確認されている。つまり、ここでは〈壬生門-朝集殿-朝堂（12堂）-大極殿（-内裏）〉が一直線に並ぶかたちとなった。
発掘調査では、東側エリアの東第一堂と第二堂の規模を確認している。それぞれの殿舎の規模は、
- 東一堂 … 桁行9間（約26メートル）、梁行4間（約14メートル）、四面庇、入母屋または寄棟
- 東二堂 … 桁行15間（約33メートル）、梁行4間（約14メートル）、四面庇、入母屋または寄棟

である。両堂の位置は、前半とほぼ変わらず、同一地点での建て替えである。これをみると、難波長柄豊碕宮、藤原宮、平城宮（前半）まで、第一堂の梁行総長が二堂以下にくらべ長かったのに対し、ここで初めて同じ長さになっている。また、庇のあり方や屋根構造の面などでも二堂との違いがなくなっている。したがって、少なくとも外観のうえでは、第一堂を特別視することはなくなったことがわかる。この傾向は、長岡宮、平安宮でも引き継がれる。

### 長岡宮の朝堂

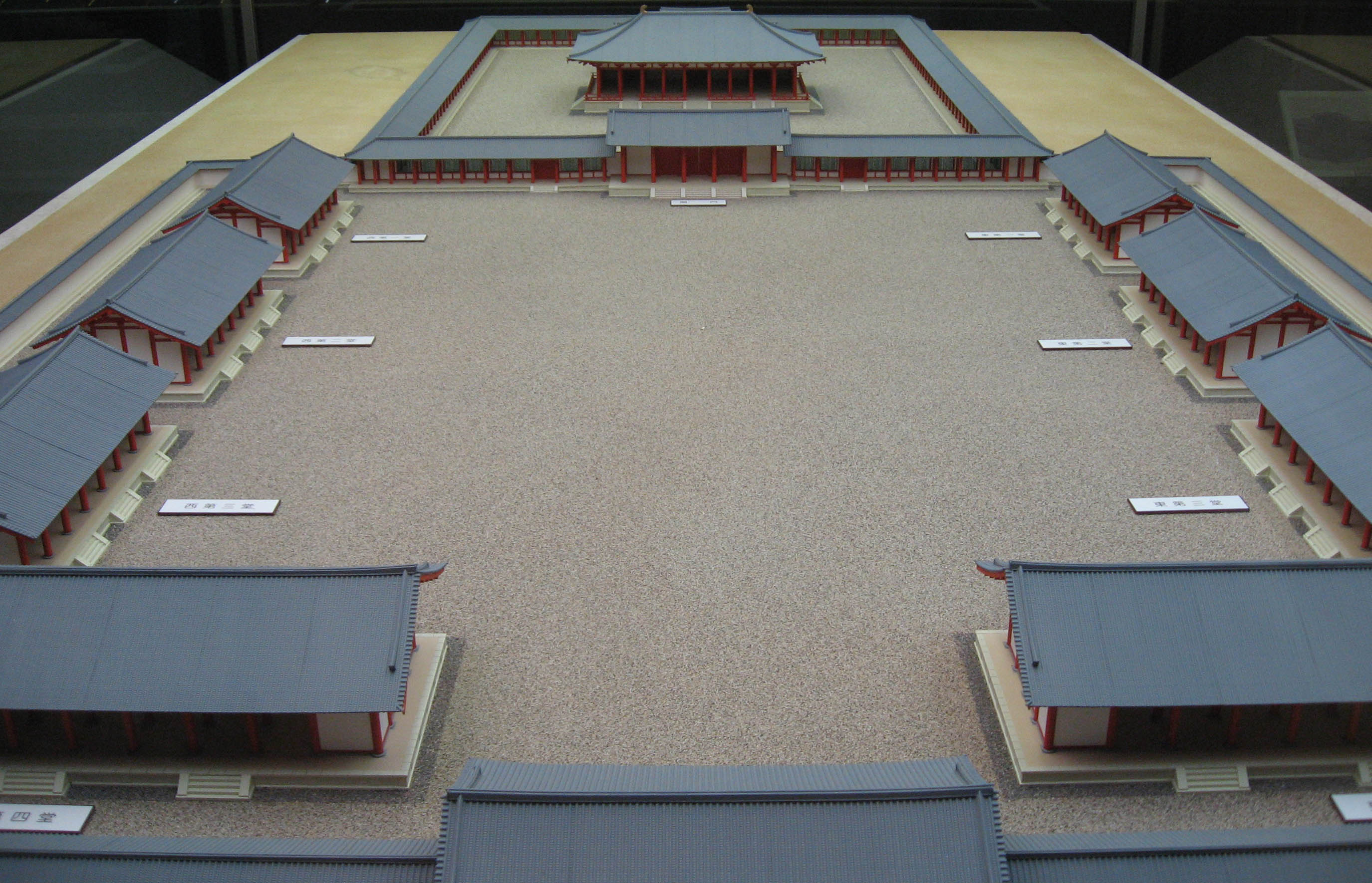
長岡京朝堂院復元模型（向日市文化資料館）
最奥の殿舎は大極殿

784年（延暦3年）、桓武天皇は都を山背国乙訓郡長岡の地に遷都した。長岡京である。
この遷都について、岸俊男は、
1. 桓武天皇は即位直後の延暦元年に、財政再建のため、造宮省の廃止を含めた冗費を節約する旨の詔勅を発しているにもかかわらず、その2年後には遷都の準備がなされていること
2. 延暦3年5月に藤原小黒麻呂・藤原種継らが乙訓郡に派遣され、わずか半年後の同年11月に遷都が実現していること
3. 藤原種継暗殺事件等を経て長岡京未完成のまま、わずか10年で廃され、794年（延暦13年）には平安京に遷都されたこと

の3つを疑問点として提起している。
この疑問を解く鍵として岸は、長岡遷都は、平城京からの遷都であると同時に、副都難波京からの遷都でもあり、すなわち複都制の廃止を意味していたことを数々の文献より立証した。
従来営まれてきた2つの都を1つにまとめようとしたとすれば、緊縮政策の1つとして造宮省を廃止しながら長岡遷都を断行したことの意味が理解できる。事実、下に示すように、長岡宮の朝堂院の規模が従前までのいずれの宮よりも小さく、朝堂の殿舎の数は東西4堂で計8堂にすぎない。また、それぞれの殿舎も、
- 一堂～三堂 … 桁行7間（約27メートル）、梁行4間（約12メートル）、二面庇、切妻
- 四堂 … 桁行9間（約35メートル）、梁行4間（約12メートル）、二面庇、切妻

であり、それまでの宮とくらべて小規模である。
なお、天皇の私的住まいである内裏と公的な政務の場である朝堂院はこれまでしだいに分離する傾向があったものの、平城宮までは内裏と朝堂院は南北に接していた。しかし、長岡宮にいたって完全に分離するにいたった。いっぽう、大極殿は朝堂との一体化が進み、朝堂の正殿としての機能と性格をいっそう強め、大極殿・朝堂・朝集殿の全体を呼称する「朝堂院」の語が成立することとなった。

### 平安宮の朝堂

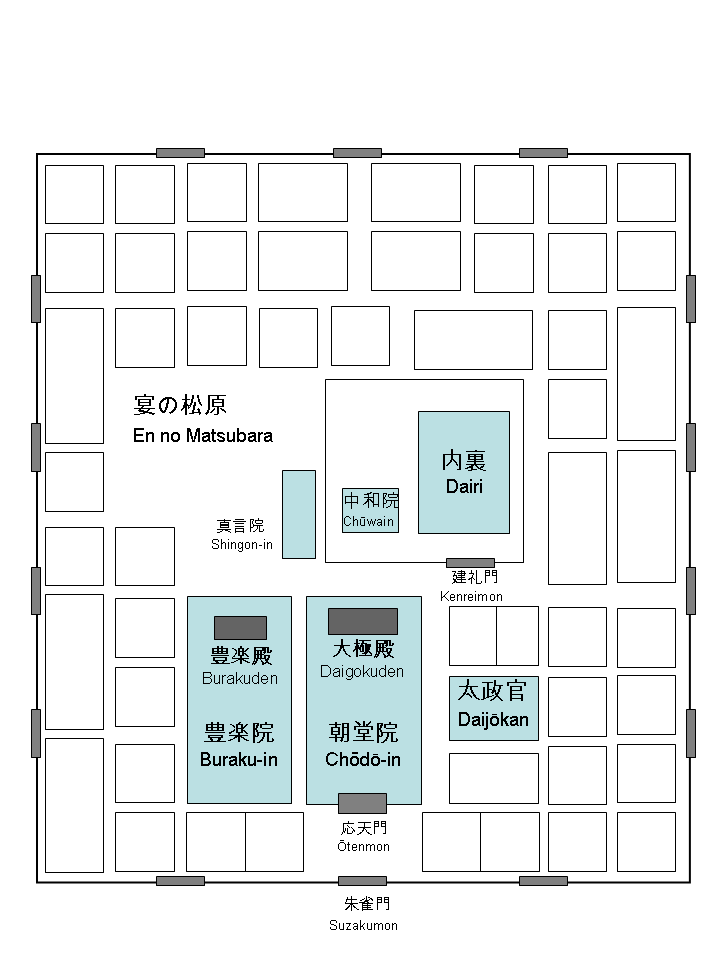
平安京大内裏（平安宮）

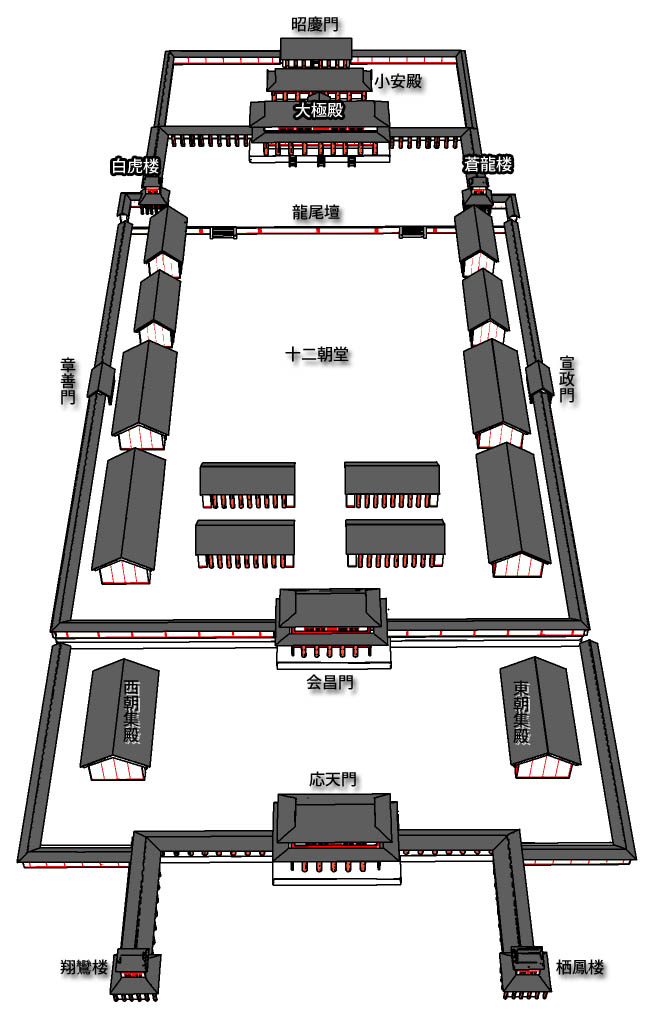
十二朝堂の並ぶ平安京朝堂院（再現図）

桓武天皇が長岡遷都わずか10年足らずで平安京の造営に踏み切ったことについて、岸俊男は、一時は財政上の理由で小規模な宮都を造営したものの、さまざまな点で不都合が生じ、また種継暗殺の影響もあって従来型の都城を建設する必要がでてきたのではないかと推測している。選ばれたのは、長岡京の北東およそ10キロメートル、山背国葛野郡であった。平安京の造営はまず宮城（平安宮）から始められた。
平安宮は別名「大内裏」と称されている。長岡宮にいたって朝堂院と分離した内裏は、平安宮にあっては、朝堂院北東に離れて位置するようになった。その反面、大極殿前面の回廊が消滅して、大極殿と朝堂一郭は一体化し、「龍尾檀」という少し高い檀が設けられるのみとなった。また、朝堂院の西側に、饗宴の場として朝堂院と同規模の豊楽院が並置された。
平安宮の朝堂における、それぞれの殿舎の規模は、
- 一堂 … 桁行7間、梁行2間、庇なし（正面に土庇）、切妻
- 二堂・三堂 … 桁行9間、梁行2間、庇なし（正面に土庇）、切妻
- 四堂 … 桁行15間、梁行2間、庇なし（正面に土庇）、切妻
- 五堂・六堂 … 桁行7間、梁行2間、庇なし（正面に土庇）、切妻

であった。
平安宮における朝座の配置は、左弁官に属する中務省、式部省、治部省、民部省の四省が東方に、右弁官に属する兵部省、刑部省、大蔵省、宮内省の四省が西方に配されたとされる。これは、岸俊男が明らかにしたものであるが、このことより朝座の配置は左弁官・右弁官の分属を原則とするものと推定されてきた。また、岸は、朝堂院が従来はもっぱら「朝儀の場」として捉えられて考察されてきたことを批判し、本来的にはむしろ推古朝の小墾田宮から平安宮まで一貫して「朝政の場」であったことを、1960年代以降急速に進展した都城の発掘調査の成果をもとに明らかにした。
818年（弘仁9年）、平安宮では朝堂各堂は、中国風の号が名づけられた。以下に、それぞれの殿舎につけられた号と『延喜式』より復元した着座の堂を示す。なお、着座の堂に関しては、かつての岸の比定からみると若干の異動がある。
東一堂を昌福堂と命名し、以下東側は、含章堂、承光堂、明礼堂の3堂が南北方向につらなり、東五堂の暉章堂、東六堂の康楽堂は東西を長軸として前後に並び、全体として逆L字状の平面を呈する。着座の官司は、昌福堂が太政大臣・左右大臣、含章堂が大納言・中納言・参議、承光堂が中務省・図書寮・陰陽寮、明礼堂が治部省・雅楽寮・玄蕃寮・諸陵寮、暉章堂が少納言・左弁官・右弁官、康楽堂が主税寮・主計寮・民部省である。
西側は、延休堂を西一堂とし、以下、東側と対称的にL字状に並ぶ。それぞれの堂の名称と着座官司は、延休堂（親王）、含嘉堂（弾正台）、顕章堂（刑部省・判事）、延禄堂（大蔵省・宮内省・正親司）、修式堂（式部省・兵部省）、永寧堂（大学寮）である。
朝堂院全体を「八省院」と呼ぶようになったのもこのときであった。
橋本義則は、弁官の朝座が太政官に属する東の昌福堂・含章堂から離れた暉章堂にあることに着目しており、また、太政大臣・左右大臣の着座する東の昌福堂にたいし、正面から対峙するかたちで親王の朝座が西の延休堂に設けられていることから、そこに皇親政治の伝統との関連を指摘している。

### 八省院の焼失
平安宮（大内裏）においては、大極殿まで焼失する火事は3度あり、うち2度までは再建されたものの3度目の焼失ののちは再建されなかった。すなわち、朝堂院（八省院）は876年（貞観18年）、1058年（康平元年）に焼失し、そのたびに再建されたが1177年（安元3年）の安元の大火ののちは再建されず、こののち朝儀は主に内裏の紫宸殿でおこなわれることとなった。

## 朝堂機能の変容

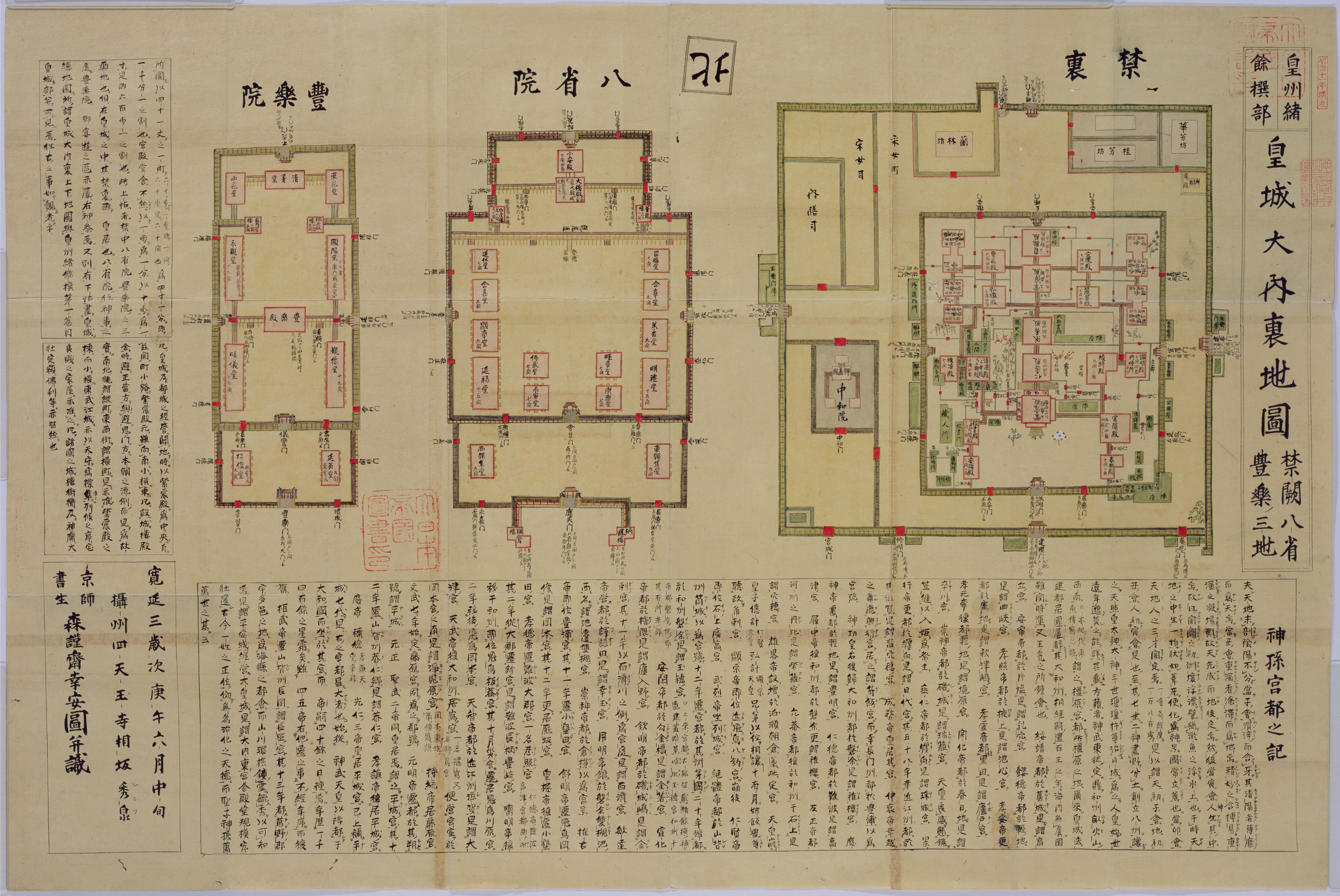
皇城大内裏地図。中央が八省院（朝堂院）
1750年（寛延3年）。森幸安書写

政務における実務が宮内の曹司でおこなわれるようになったため、朝堂での政務そのものは儀式化の傾向が進み、年中行事の運営などが中心になっていった。また、それにともなって朝堂一郭の規模は、藤原宮を頂点に時代を下るごとに縮小化の傾向がみられた。儀式化した政務に陣定などの評定や訴訟が複合していったが、これらは総称して公事とよばれた。
朝堂建物のつくりをみると、平城宮を頂点に四面庇から二面庇へ、さらには庇なしへ、屋根構造も入母屋または寄棟から切妻へと、簡素化の傾向がみられる。これは、朝政の盛衰と深くかかわる変化であろうことがうかがわれる。
朝堂配置の面では、上述のとおり、平城宮までは天皇の起居する内裏と朝堂院は接していたが、長岡宮にいたって完全に分離するいっぽう、元来は内裏の前殿であった大極殿がむしろ朝堂の正殿としての性格を強め、平安宮では大極殿前面の回廊が取り払われて、大極殿と朝堂一郭が完全に一体化した。大極殿・朝堂・朝集殿の全体を呼称する「朝堂院」の語も長岡京期に生まれた。
こうして公的な政務の場である朝堂院と天皇の私的な住まいである内裏は分離されたが、律令体制の変質によって、以上のような平面変化がかえって内裏を政治の新たな中心の場とし、朝堂院はむしろ全体として儀式の場としての性格をいっそう強く帯びることとなった。院政を経て武士政権が成立すると、かつて朝堂が担ってきた役割や機能にもはや積極的な意義は見いだせなくなった。それが安元以後、ついに朝堂が再建されなかった理由であると考えられる。